# Ealing
Ealing – dzielnica Londynu, leżąca w gminie Ealing. Leży 14,6 km na zachód od centrum Londynu.